# Теньсюпино
Теньсю́пино (тат. Тинсупин) — деревня в Сасовском районе Рязанской области России. Входит в состав Агломазовского сельского поселения.

## Географическое положение
Деревня находится в южной части Сасовского района, в 28 км к югу от райцентра на реке Цне.
Ближайшие населённые пункты:
- Хрущёво — примыкает с юго-востока;
- Агломазово — примыкает с запада.

Ближайшая железнодорожная станция Сасово в 28 км к северу по асфальтированной дороге.

## Природа

#### Климат
Климат умеренно континентальный с умеренно жарким летом (средняя температура июля +19 °С) и относительно холодной зимой (средняя температура января −11 °С). Осадков выпадает около 600 мм в год.

## История
Деревня получила названия по имени/фамилии помещика-татарина, ею владевшей. Во 2-й пол. XVII в. зять Уразая мурзы Неверова сына Теньсюпина — Чепкун мурза Дасаев сын Маматказин получил его поместье. С этого времени деревня является местом проживания мурз Маматказиных.
С 1861 г. деревня входила в Ямбирнскую волость Шацкого уезда Тамбовской губернии.
С 2004 г. и до настоящего времени входит в состав Агломазовского сельского поселения.
До этого момента входило в Агломазовский сельский округ.

## Население
| 1984 | 1989 | 2007 | 2010 |
| ---- | ---- | ---- | ---- |
| 160  | ↘117 | ↘70  | ↘60  |

## Инфраструктура

#### Инженерная инфраструктура
Электроэнергию село получает по тупиковой ЛЭП 10 кВ от подстанции 110/35/10 кВ «Теньсюпино».